# Mami Ayukawa
Mami Ayukawa (鮎川 麻弥 Ayukawa Mami?), nace como Masami Kato (加藤 雅弥 Katō Masami?) (29 de marzo de 1961 –) es una cantante popular japonesa. Ella nació en Shinjuku, Tokio.

## Canciones temas
- Kaze no No Reply (風のノー・リプライ), segunda tema apertura de la serie TV Heavy Metal L-Gaim (1984)
- Zeta - Toki wo Koete (Z・刻をこえて), primera tema apertura de la serie TV Mobile Suit Z Gundam (1985)
- Hoshizora no Believe (星空のBelieve), tema cierre de la serie TV Mobile Suit Z Gundam (1985)
- Yume Iro Chaser (夢色チェイサー), primera tema apertura de la serie TV Metal Armor Dragonar (1987)
- Illusion wo Sagashite (イリュージョンをさがして), primera tema cierre de la serie TV Metal Armor Dragonar (1987)

## Fuente
Este artículo incorpora material de Mami Ayukawa (Ayukawa Mami) en la Wikipedia en inglés, consultado el 19 de junio de 2010.